# Фоссано (танцовщик)
Антонио Ринальди по прозвищу Фоссано («веретено») (около 1715 — после 1759) — итальянский хореограф, работавший в России. Он был родом из Неаполя.
В 1733 году Ринальди работал в театре San-Samuele в Венеции. В 1734 году он перешел на работу в Лондоне, но в 1735 году вернулся в Италию, где стал балетмейстером оперно-балетной труппы Франческо Арайя. В 1736 году русская императрица Анна Иоанновна пригласила эту труппу для работы в Санкт-Петербурге; Ринальди принял приглашение. В России его труппа поставила оперу Франческо Арайя «Сила любви и ненависти». Позже Ринальди поставил другие комедии и танцевальные дивертисменты.
В это время придворный балет в Санкт-Петербурге возглавлял Жан-Батист Ланде, организовавший в 1738 году первую в России профессиональную балетную школу. Ланде и Ринальди видели друг в друге соперников.
В 1738 году Ринальди покинул Россию и вернулся в Парму. Там он обучал Барбару Кампанини, знаменитую итальянскую балерину, одну из ведущих артисток балета XVIII века.
В 1740 году Ринальди принял повторное приглашение работать в России и прибыл в Санкт-Петербург в 1740 или 1742 году. В Петербурге он возглавлял балетную труппу вместе с Ланде. После смерти Ланде в 1748 году Ринальди возглавил русский придворный балет. Он занимал эту должность до 1759 года, когда был заменён австрийским хореографом и танцовщиком Францем Хильфердингом. Его дальнейшая судьба неизвестна.
Юрий Бахрушин, советский историк балета, характеризует влияние Ринальди на развитие русского балета, как огромное. Он считается создателем «итальянского стиля» в русском балете, тенденции, которая исчезла только в 1787 году после прибытия в Россию Французского танцовщика Шарля Ле Пика.